# Ratnapura
Ratnapura (singalès: රත්නපුර; tàmil: இரத்தினபுரி) ("Ciutat de les joies" en singalès i tàmil) és una ciutat de Sri Lanka. És la capital de la província de Sabaragamuwa, així com del districte de Ratnapura, i és un centre tradicional per al comerç de gemmes de Sri Lanka. Es troba al Kalu Ganga (riu Negre) al centre-sud de Sri Lanka, a uns 101 km al sud-est de la capital del país, Colombo. Ratnapura també s'escriu com Rathnapura.
El nom "Ratnapura" és una paraula sànscrita que significa "ciutat de joies", de les paraules sànscrites pura (ciutat) i ratna (pedra preciosa). Fa més de 2000 anys, quan els primers monjos budistes hi van arribar des de les províncies del nord-est de l'Índia, és a dir, Bodh-Gaya, Varanasi i Pataliputra, no només van portar amb ells la religió budista, sinó que com que els seus ensenyaments eren principalment en sànscrit i pali també va influir en la llengua local. Tot i que els dolços produïts a partir de la palmera jaggery es coneixen tradicionalment en aquesta regió com a ratnapura, és més probable que els dolços hagin estat nomenats pel lloc que no a la inversa.
És el centre d'una indústria de llarga data de la mineria de pedres precioses, com ara robins, safirs i altres gemmes. A part de la mineria de gemmes, la ciutat és coneguda per la producció d'arròs i fruita. Grans plantacions de te i cautxú envolten la ciutat. El te que es cultiva en aquesta regió s'anomena te del país baix. Hi ha una indústria turística ben establerta a Ratnapura. La reserva forestal de Sinharaja a prop, el parc nacional d'Udawalawe, Kitulgala i el pic d'Adam són populars entre els turistes.
El 1901, la ciutat de Ratnapura tenia 4.084 habitants, i el 2012, havia augmentat fins a 46.229, amb budistes, hindús, cristians i musulmans cadascun constituint una part important de la població.

## Paleontologia
S'han informat de diverses localitats de fòssils de la vall del Ganga en la qual transiten diversos rius. En general, Stegodon insignis i Palaeoloxodon namadicus són coneguts a Varanasi i Allahabad; Elephas antiquus i el rinoceront es coneixen de l'al·luvió inferior del Ganga.
El lloc paleontològic de Balahapuva va ser descrit en detall per Deraniyagala. Aquest jaciment inclou la fauna de Ratnapura, formada per una fossa de gemmes amb fòssils incrustats de sorra i gruixos gruixuts de limonita. Va descriure un terç molar d'hipopòtam superior, un cos mandibular de rinoceront, un molar d'elefant, una dent d'Axis, dues dents del gènere de Rusa i un rascador cristal·lí, així com dues espècies d'homínids desaparegudes: l'Homo sinhaleyus (mal escrit com a sinhalensis) de Dakaragoda i l'Homopithecus sinhaleyus de Balahapuva.
L'Homo sinhaleyus va rebre el nom d'un petit crani fragmentat amb un front gruixut i petites òrbites probablement contemporànies de l'Hexaprotodon sinhaleyus al lloc de Dakaragoda. L'Homopithecus sinhaleyus es basa en un primer incisiu superior esquerre molt desgastat (Museu Ratnapura núm. F. 389) al qual li falta l'arrel descoberta a 18 peus sota terra i associada a la totalitat de la fauna local. Va fixar una edat del Plistocè mitjà superior. Deraniyagala creia que l'Homo sinhaleyus podria haver estat una raça "neanderthaloide", i va considerar Homopithecus sinhaleyus com a més primitiu. Deraniyagala va formular la Cultura Ratnapura per ser un predecessor de la Cultura Balangoda. Es coneixen altres restes humanes de la zona de Ratnapura.
Les primeres investigacions de Deraniyagala havia asignat la dent al Pithecanthropus sinhaleyus. Una investigació posterior de Seth (1993) va descobrir que la dent d' Homopithecus era probablement un gran ungulat o gaur, i el cristall no era una eina; es va determinar que el crani de l'Homo sinhaleyus era d'una dona jove que presentava dolicocefàlia d'edat geològica desconeguda i que es va atribuir a l'Homo sapiens.
El lloc de Mallapitiya conté fòssils dels rius Kalu Ganga i Hangamu i suporta una fauna similar a la de Balahapuva: tres molars d'elefant i una extremitat incompleta, una dent bovina, dues extremitats d'hipopòtam fragmentades i una closca fossilitzada de Paludomus. El jaciment de Bokirideniya conserva quatre molars d'hipopòtam, un ullal i un caní, diversos materials fòssils no identificats i un molar d'elefant. El lloc de Kanukätiya conserva un molar Elephas maximus sinhaleyus, un molar de rinoceront i un molar d'Hexaprotodon sinhaleyus. El jaciment de Talagahakumbura conserva un E. m. sinhaleyus tarsal, un molar d'hipopòtam, una dent de porc espín, molars de Rusa i d'elefant i un incisiu d'hipopòtam. El jaciment de Dodampé conserva E. m. sinhaleyus, Rhinoceros kagavena, Rusa unicolor unicolor, Gona sinhaleya, Tatera sinhaleyus, Muva sinhaleya i Hexaprotodon sinhaleyus.